# Joan Flaquer i Fàbregues
Joan Flaquer i Fàbregues (Maó- Menorca, 1877- Madrid, 1963) fou un destacat notari, col·leccionista, investigador, arqueòleg, numismàtic i acadèmic de la Reial Acadèmia de la Història i de la Societat Arqueològica Lul·liana.

## Formació i professió
Joan Flaquer es llicencià en dret i treballà durant tota la seva vida com a notari, especialment al poble d'Alaior, però també a Maó, essent un personatge molt reconegut i apreciat a l'illa de Menorca.

## Flaquer col·leccionista, investigador i arqueòleg[1]
La relació del notari amb els materials prehistòrics i de l'antiguitat li ve des de petit, però no va ser fins que començà a tenir relació amb els grans erudits menorquins del moment com Antoni Vives i Escudero, Pere i Diego Mongo o Francesc Hernández Sanz quan iniciarà els seus estudis. El coneixement de grans col·leccions de material arqueològic com la dels germans Ramis i la col·lecció Pons i Soler l'instruiran encara més en el seu afany col·leccionista i investigador.
La seva ànsia col·leccionista comprant, venent i intercanviant peces li permetran investigar, llegir i conèixer els principals estudis prehistòrics i històrics del moment, tant a l'illa de Menorca com a l'entorn Mediterrani.
Respecte els seus treballs de camp com a arqueòleg participà en les exploracions al poblat talaiòtic de Trepucó i realitzà nombroses excavacions com al recinte de taula de Torre d'en Galmés i a la sala hipòstila sud-est d'aquest jaciment, edifici també conegut com a "recinte Flaquer". També excavà en altres indrets de l'illa de Menorca com a la naveta de Cotaina o al sepulcre megalític de Montplè, així com realitzà els seus treballs en jaciment com Son Catlar, Talatí de Dalt, entre d'altres.
Arran de les seves intervencions arqueològiques i el seu coneixement de materials arqueològics descoberts començà a publicar diversos estudis, principalment a la Revista de Menorca, editada per l'Ateneu de Maó.
El seu prestigi amb relació a l'arqueologia i la seva llarga trajectòria li permetrà ser nomenat Comissari Insular d'Excavacions Arqueològiques de Menorca, President de la Junta del Patronat del Museu Provincial de Belles Arts de Maó i President de la Subcomissió de Monuments de Menorca. A la vegada fou acadèmic de la Reial Acadèmia de la Història i de la Societat Arqueològica Lul·liana.

## Col·lecció Joan Flaquer i Fàbregues
Com a col·leccionista, arqueòleg i investigador, Joan Flaquer arribà a atresorar al seu domicili familiar del carrer d'Anuncivay de Maó, un enorme i valuós arxiu tant de materials arqueològics com de documentació en paper sobre les seves investigacions.
L'any 2017 el seu net Juan Luis Ydoate Flaquer feia donació al Museu de Menorca de la col·lecció del seu avi fent honor al testament de Joan Flaquer. El notari deixà per escrit que el seu llegat arqueològic passaria a mans del seu net per la seva conservació i, en cas que no pogués conservar-ho, especificava que el seu net n'hauria de fer donació en format dipòsit al Museu de Menorca.
El llegat de Flaquer consta d'unes 2300 peces format per dues col·leccions diferents, una d'arqueològica amb més de 1000 peces de les èpoques prehistòrica, romana i medieval islàmica de Menorca i una altra secció numismàtica amb més de 1300 monedes de diferents èpoques i procedències. A més el llegat és també bibliogràfic i historiogràfic amb tota la documentació que inclou treballs arqueològics i informació de les peces més singulars de la col·lecció. Són també d'enorme interès els manuscrits dels germans Joan i Antoni Ramis i el títol universitari original en Dret de Joan Ramis i Ramis expedit l'any 1767 en llatí.
Respecte els material arqueològics, la immensa majoria són de procedència menorquins, però d'altres són forans i provinents de les compres de materials que feia Flaquer per engrandir la seva col·lecció. Dels objectes prehistòrics i protohistòrics que consta la col·lecció hem de destacar una daga de bronze del segon mil·lenni aC., quatre ganivets de sílex de la mateixa època, els braçalets i les destrals de bronze, els pectorals de plom, els penjolls bicònics, els més de 300 vasos de doble fons i els amulets púnics.
Gràcies a la cessió dels materials per part de Juan Luis Ydoate Flaquer i a la restauració i catalogació dels mateixos per part de tècnics del Museu de Menorca aquest patrimoni menorquí passarà a recuperar-se i a estar a disposició de la societat.

## Obra
Flaquer i Fàbregues publicà una profusa obra, especialment a la Revista de Menorca de l'Ateneu de Menorca. Algunes de les seves obres més importants són:
- La naveta de Cotayna. Revista de Menorca, Vol. 9 (1910)[3]
- Medallas inglesas relativas a Menorca. Revista de Menorca, Vol. 13 (1914)[4]
- Navetas de tipo intermedio. Revista de Menorca, Vol. 15 (1916)[5]
- Sobre los restos de una tortuga terrestre gigantesca. Revista de Menorca, Vol. 19 (1920)[6]
- Viaje de Celle a Menorca. Revista de Menorca. Revista de Menorca, Vol. 20 (1921)[7]
- Son Carlá. Revista de Menorca, Vol. 21 (1922)[8]
- Maravilloso templo prehistórico y subterráneo en Malta. Revista de Menorca, Vol. 21 (1922)[9]
- Bibliografia numismático-menorquina. Revista de Menorca, Vol. 22 (1923)[10]
- Bibliografia: " Menorca Prehistórica", Juan Hernández Mora. Revista de Menorca, Vol. 23 (1924)[11]
- Informes inéditos del Dr. D. Antonio Ramis. Revista de Menorca, Vol. 28 (1929)[12]
- Menorca en la tercera década del siglo XX. Arqueología. Revista de Menorca, Vol. 30 (1931)[13]
- Descubrimientos en "Talatí de Dalt". Revista de Menorca, Vol. 31 (1932)[14]
- Bibliografia: "La prehistoria a través de los mitos", L. Thayer Ojeda. Revista de Menorca, Vol. 31 (1932)[15]
- Bibliografia: "Un retrato de Tiberio", R.P. Hinks. Revista de Menorca, Vol. 32 (1933)[16]
- Una dedicación de Caracalla por el Municipio Flavio Magoritano. Revista de Menorca, Vol. 42 (1951)[17]
- Bibliografia: "Ceramica presigillata a ventimiglia, a Minorca e in Sicilia", Nino Lamboglia. Revista de Menorca, Vol. 43 (1952)[18]
- La estela arábiga de Llucassaldent. Revista de Menorca, Vol. 49 (1963)[19]